# تفاعل بيركن
تفاعل بيركن هو تفاعل عضوي طوره عالم الكيمياء البريطاني ويليام هنري بيركن. يهدف التفاعل غلى تحضير أحماض كربوكسيلية غير مشبعة وذلك من خلال التكاثف الألدولي لألدهيد عطري بلاماء الحمض بوجود ملح قلوي للحمض.
يحتاج هذا التفاعل عموما يحتاج إلى درجات حرارية مرتفعة ورد التفاعل في دراسات ومراجعات عدة.
فمثلا يتفاعل مزيج البنزالدهيد وبلاماء حمض الخليك بوجود خلات الصوديوم ليعطي حمض السيناميك بالتسخين عند درجة حرارة (180-170) درجة مئوية لمدة خمس ساعات. كما يعد تفاعل فينيل حمض الخليك مع البنزالدهيد وثلاثي إيثيل الأمين وبلاماء حمض الخليك ليعطي ألفا فينيل حمض السيناميك أحد الأمثلة على هذا النمط من التفاعلات.

## آلية التفاعل
يجري تفاعل بيركن وفق الآلية التالية المقترحة: